# Лепер, Роберт Христианович
Роберт (Роман) Христианович Лепер (23 апреля [5 мая] 1865 — 14 октября 1918, Петроград) — российский историк, византолог, археолог, педагог; директор музея в Херсонесе.

## Биография
Роберт Лепер родился 23 апреля (5 мая) 1865 года в большой лютеранской семье страхового агента Христиана Фёдоровича Лепера (Christian August Samuel Loeper; 26.07.1834—29.05.1895); мать — дочь купца и маклера Фридриха Вильгельма Амбургера (Friedrich Wilhelm Amburger; 08.09.1803—?) и Софии Констанции Елизаветы Далер (Sophia Constantia Elisabeth Dahler; 24.01.1814—14.05.1879), Александра Фёдоровна Амбургер (22.08.1837—10.04.1894. Он был старшим из семи детей (три сына и четыре дочери). Отец в 1870 году возглавил агентство по Санкт-Петербургу и Петербургской губернии в «Первом российском от огня страховом обществе», в котором с момента учреждения его в 1827 году, трудились три поколения родственников со стороны жены, Амбургеров.
Роберт Лепер с 1874 по 1883 годы учился в «филологической гимназии» при Санкт-Петербургском филологическом институте, которую окончил с золотой медалью. Затем он «в 1887 году со степенью кандидата» окончил историко-филологический факультет Санкт-Петербургского университета. Был оставлен при университете и, одновременно, стал воспитателем при пансионе частной гимназии Видемана, а с августа 1888 года стал преподавать древние языки в училище при немецкой реформатской церкви.
Женился на Ольге Павловне Сватковской (она умерла 8 августа 1913 года). В 1890—1893 годах в Греции и Италии участвовал в археологических раскопках.
С 1894 года преподавал древние языки в 10-й Санкт-Петербургской гимназии. В это время семья жила на 10-й линии Васильевского острова в доме № 15, затем (по данным на 1897 год) — на Кадетской линии, дом № 27.
В 1901 году Р. Х. Лепер получил пост учёного секретаря Русского Императорского археологического института в Константинополе (Стамбуле) и проводил изучение античных древностей в Турции и Греции. В мае 1908 года он был назначен директором музея в Херсонес. Будучи обременён большой семьёй, он ещё преподавал древние языки в севастопольских гимназиях и давал частные уроки. Здесь его сын Роман Романович с золотой медалью окончил гимназию и в августе 1911 года был принят в Санкт-Петербургский университет на юридический факультет. В 1911 году стал членом Таврической учёной архивной комиссии. В 1912 и 1913 году совместно с А. Я. Гидалевичем проводил раскопки на Мангуп-Кале. 
В конце 1914 года, после ухода Лепера из Императорской археологической комиссии, семья переехала в Санкт-Петербург, где он снова стал преподавать в гимназиях, в частности, в женской гимназии Шуйской. Поселились Леперы на Съезжинской улице, дом № 24.
«Умер Р. Х. Лепер 14 октября, в роковом для русской интеллигенции 1918 году, в петроградском госпитале Марии-Магдалины, оставшись без работы и средств к существованию. Причиной смерти послужило „истощение сил не только физических, но и нравственных“ (перед смертью узнал из газет, что расстрелян его сын, Роман)».
Роберт Христианович Лепер был член-корреспондентом Германского археологического института и Императорского археологического общества.

## Публикации
- К вопросу о димах Аттики // ЖМНП, ноябрь 1891. — Ч. 268.
- Тридцать тиранов // ЖМНП, Май 1896. — Ч. CCCV.
- Отрывки из греческих писателей с краткими примечаниями для классных, письменных и устных переводов с греческого языка на русский в VI, VII и VIII классах гимназий. — СПб.: ред. Ил. собр. греч. и рим. классиков, 1898. — 92 с.
- Древний город Афины. — СПб.: С. О. Цыбульский, 1911. — 40 с.
- Следы синойкизма двенадцати государств Аттики / Сборник археологических статей, поднесенный гр. А. А. Бобринскому. — СПб., 1911.